# کایل، ساسکاچوان
کایل، ساسکاچوان (به انگلیسی: Kyle, Saskatchewan) یک منطقهٔ مسکونی در کانادا است که در ساسکاچوان واقع شده‌است. کایل ۴۲۳ نفر جمعیت دارد.